# Tenjolaya (Pasirjambu)
Tenjolaya is een bestuurslaag in het regentschap Bandung van de provincie West-Java, Indonesië. Tenjolaya telt 12.498 inwoners (volkstelling 2010).